# Foxxi misQ
Foxxi misQ（フォクシー・ミスク）は、女性3人組ボーカル&ダンスユニット。
2005年に日本テレビ系『歌スタ!!』で結成。2006年に『Tha F.Q's Style』でメジャー・デビュー。2010年、活動休止発表。現在はメンバーそれぞれがソロ活動を行っている。

## 来歴

### 2005年：結成
2005年、『歌スタ!!』（日本テレビ系列）で音楽プロデューサーFace 2 fAKEによって結成された。同年4月18日放送回に出演したCHiEがDREAMS COME TRUEの『すき』を歌い番組最初の合格者となった。Face 2 fAKEは「3人組のヒップホップ・R&B系のガールズユニット」をコンセプトとした「和製デスティニーズ・チャイルド」を作りたい思いがあったため、CHiEが即デビューとはならなかった。次にDEMが合格。最後に同年12月12日放送回に出演、MISIA『飛び方を忘れた小さな鳥』を歌ったYU-Aが合格。DEMの合格後からYU-Aが選ばれるまで半年以上を要した。
ユニット名はFace 2 fAKEが命名した。スラングである「Foxy（いい女）」と「miscellaneous（集合体）」の2つの意味を掛け合わせた造語である。
デビューに向け、ダンスに耐えうる体力を培うため、毎朝ジムにてトレーニング。2006年5月29日放送回『歌スタ!!』で、R and Cの制作・宣伝統括プロデューサー内田久喜を含む同レーベルスタッフ数人立会いの下、最終プレゼンが行われ、Face 2 fAKEが作曲を担当したヒップホップ曲『Tha F.Q's Style』を披露。レーベルスタッフは「この形は、実はありそうでなかったジャンルではないか?」「これから更に力をつめば、必ずや良い夢が見られると確信した」「最高の仕上がり」と判断し、メジャー・デビューを決定。番組からデビューした8組目のアーティストとなった。

### 2006年：メジャー・デビュー
2006年7月19日、『歌スタ!!』の最終プレゼンで披露し、MCのJiNを迎えた『Tha F.Q's Style』でメジャー・デビュー。オリコン週間チャートで最高82位を記録した。同年10月25日、2枚目のシングル『ULTIMATE GIRLS』を発売、オリコン週間チャート最高47位を記録、『音楽戦士 MUSIC FIGHTER』に初出演を果たした。
ファッションシューズブランド「スケッチャーズ」の2006年・2007年イメージキャラクターとなる。

### 2007年 - 2009年：『GLOSS』、ソロ活動開始
2007年1月24日、3枚目のシングル『A-L-I-V-E』が発売。発売当時、オリコンデイリーランキングでは自己最高位を狙える移行であり、自己最高初動売上を記録するも、アニメイト補修がかかったシングルが多くあったため初登場50位となった。同年5月16日、1枚目のアルバム『GLOSS』からの先行シングルでZEEBRAをフィーチャーした『Luxury ride feat.ZEEBRA』を発売。以前のシングルも実質的にフィーチャリング作品であったが、タイトルにフィーチャリング相手の名前が表記されるのはこれが初となる。オリコン週間チャートで最高41位を記録。現在までのFoxxi misQのシングルにおける最高順位である。
2008年3月19日、5枚目のシングル『X・B・F』を発売。同年7月2日、R&Bをベースにした初の本格的なバラード曲『Say you luv me〜魔法のコトバ〜』を発売。このシングルは自己最小の売上となった。
2008年3月、MTVでトークバラエティ番組『MTV Girls Style featuring Foxxi misQ』が放送開始（全4回）。同年8月よりCHiEがファッション雑誌『BLENDA』にレギュラーモデルとして出演、9月にYU-Aが童子-Tのアルバム『12 Love Stories』の収録曲『願い feat. YU-A (Foxxi misQ)』に参加、11月よりDEMがミュージカル『RENT』に出演するなど、それぞれソロ活動を開始した。
2008年11月19日、ワム!の『ラスト・クリスマス』を邦楽としてマッシュアップした『LAST CHRISTMAS(mash up by Foxxi misQ)』を発売。オリコン週間チャートで最高45位を記録。
2009年に入るとグループとしての活動はなくなり、それぞれのソロ活動が活発化。特にYU-Aは同年4月にシングル『逢いたい…』で正式にソロデビューした。

### 2010年：活動休止
2010年7月19日、公式サイトにて活動休止が発表された。活動再開の時期は未定で、今後は各メンバーがソロ活動を展開していく。
2019年4月20日、10年ぶりに1曲限定で再結成することが発表され、配信限定シングル「GOOD RULE」が公開された。本楽曲はYU-Aのソロ活動10周年記念アルバムに収録される予定となっている。

## 音楽性
1人がセンター、残り2人がコーラスとなる一般的な3人組ユニットとは異なり、Foxxi misQは「ソロでもいける3人組」として楽曲ごとに立ち位置、センターボーカルも変えている。これはFace 2 fAKE曰く、日本になかったボーカル・ユニットの形式。「Foxyな集合体」としているためリーダーは決まっていない。

## メンバー

### CHiE
- CHiE（チエ、本名：齋藤千枝（さいとう ちえ）、埼玉県、1984年11月17日 - 血液型：AB）
2005年4月18日放送の「歌スタ!!」でDREAMS COME TRUEの「すき」を唄い、番組最初の合格者、1人目のメンバーとなる。
中学時よりファンク、ジャズなど様々なジャンルのバンド活動を行い、ボーカルのみならず作詞作曲等の経験も積む。ダンス経験はFoxxi misQ結成時までなく、唯一のダンス初心者であった。
ファッション雑誌「BLENDA」に2008年8月号よりレギュラーモデルとして出演。

#### ソロ活動
シングル
| 枚  | 発売日         | 作品名                 | チャート成績 | チャート成績 |
| 枚  | 発売日         | 作品名                 | オリコン     | RIAJ         |
| --- | -------------- | ---------------------- | ------------ | ------------ |
| 1st | 2010年9月15日  | Beautiful Ladies       |              |              |
| 2nd | 2010年11月24日 | 鍵をかけて             |              |              |
| 3rd | 2011年4月13日  | ほんの少し、ほんと少し |              |              |
| 4th | 2011年7月27日  | My Sunshine            |              |              |

### DEM
- DEM （デム、本名：出村谷尚子、大阪府、1984年12月23日 - 血液型：A）
CHIEと他1人で結成する「和製デスティニーズ・チャイルド」オーディションに応募。2人目のメンバーとなる。
幼少時よりピアノを習い、中学では合唱部に所属。高校卒業後、大阪スクールオブミュージック専門学校に進む。在学中は歌とダンスを学びつつストリートやクラブイベントでのステージにも参加。
2008年11月より、ミュージカル『RENT』にミミ役で出演。

### YU-A
- YU-A（ユア）、北海道札幌市、1986年5月29日 - 血液型：A）
2005年12月12日放送の同番組でMISIAの「飛び方を忘れた小さな鳥」を唄い、合格。最後のメンバーとなる。プロデューサーのFace 2 fAKEは彼女が登場した瞬間に「この子だ!!」と決めたという。メンバー中、最年少で最も小柄。幼少時に観たマイケル・ジャクソンのミュージックビデオに影響されダンスに傾倒。コンサドーレ札幌のチアガールを務めていた時期もある。2008年よりソロ活動を開始。

## ディスコグラフィ

### シングル
1. Tha F.Q's Style（2006年7月19日）
2. ULTIMATE GIRLS（2006年10月25日）
3. A-L-I-V-E（2007年1月24日）
4. Luxury ride feat.ZEEBRA（2007年5月16日）
5. X・B・F（2008年3月19日）
6. Say you luv me〜魔法のコトバ〜（2008年7月2日）
7. LAST CHRISTMAS (mash up by Foxxi misQ)（2008年11月19日）

### アルバム
1. GLOSS（2007年6月27日）

### 参加作品
- "E"qual『King & Queen』／M-4「King & Queen feat.Foxxi misQ」（2007年7月18日）
- DJ PMX『THE ORIGINAL』／M-20「Miss Luxury feat.MACCHO, GIPPER, KOZ, HI-D, Foxxi misQ」（2008年6月25日）
- Clench & Blistah『真夏のMemory... feat.Foxxi misQ』／M-1「真夏のMemory... feat.Foxxi misQ」（2008年8月6日）
- 童子-T『12 Love Stories』／M-5「願い feat.YU-A (Foxxi misQ)」（2008年9月24日）
- DJ KOMORI『WHAT'S R&B?』／M-1「Flash feat.CHiE (Foxxi misQ) & EMI MARIA」（2008年11月26日）
- Miss Monday『Love & The Light (w/a White Lie)』／M-10「君がくれたもの feat.YU-A (Foxxi misQ)」（2009年4月8日）
- CLIFF EDGE『VOYAGE』／M-7「Feelin' U feat.CHiE (Foxxi misQ)」（2009年6月10日）
- Various Artists『m-flo TRIBUTE 〜maison de m-flo〜』／M-7「the Love Bug」（2009年9月16日）　※YU-Aのみ
- NYCCA『Nycca Presents Cookie』／M-3「Forever Lover feat.CHiE (Foxxi misQ)」（2009年11月4日）
- Various Artists『Special Calling 〜session 2〜』／M-3「MIRROR」（2009年11月25日）　※CHiEのみ
- 童子-T『4 ever』／M-1「想い feat.YU-A (Foxxi misQ)」（2009年12月16日）
- Miss Monday『Life is beautiful』／M-2「あなたに出会って feat.YU-A (Foxxi misQ)」（2010年5月26日）
- INFINITY16『LOVE』／M-4「ごめんね welcomez YU-A」（2010年9月1日）
- K.J.『K.J. with…』／M-4「近づきたくて with YU-A」（2011年3月2日）
- 童子-T『誓い feat.YU-A』／M-1「誓い feat.YU-A」（2011年7月20日）
- SPICY CHOCOLATE『渋谷 RAGGA SWEET COLLECTION』／(DISC-1) M-6「信ジルモノ feat.YU-A, AK-69 & HAN-KUN from 湘南乃風」（2011年9月14日）
- mc2『今夜はパーリラッ!! feat. NaNa, CO-KEY & BOY-KEN』／M-2「RAINBOW 〜dom dom dom〜 feat. NaNa, CHiE, 日之内エミ & CO-KEY」（2011年11月30日）
- jyA-Me『Luv. Me』／M-7「Dear my friend with CHiE」（2011年11月30日）

### 未発表曲
- Dramatic Magic

## タイアップ一覧
| 曲名                                          | タイアップ | 初出                                                   |
| Tha F.Q's Style                               | 読売テレビ・日本テレビ系「ダウンタウンDX」2006年8月-9月度エンディングテーマ 日本テレビ系「歌スタ!!」2006年7月のお題歌 「2006年 SKECHERS TVCF」イメージソング | 1stシングル 『Tha F.Q's Style』                        |
| ULTIMATE GIRLS                                | フジテレビ系「HEY!HEY!HEY! MUSIC CHAMP」2006年10月-11月度エンディングテーマ                                                                                  | 2ndシングル 『ULTIMATE GIRLS』                         |
| Lesson                                        | 読売テレビ・日本テレビ系「MusiG」2006年10月-12月度エンディングテーマ                                                                                         | 2ndシングル 『ULTIMATE GIRLS』                         |
| A-L-I-V-E                                     | 「SKECHRS 2007」イメージソング 「ARI-G'」2007年1月度 POWER PLAY 「ふくしまFM」1月度後期 POWER PLAY TBS系「オビラジR」2007年2月度エンディングテーマ           | 3rdシングル 『A-L-I-V-E』                              |
| Luxury ride feat.ZEEBRA                       | TBS系「COUNT DOWN TV」2007年5月度オープニングテーマ 北海道文化放送「タカアンドトシのどぉーだ!」2007年4月 - 2008年4月6日エンディングテーマ                    | 4thシングル 『Luxury ride feat.ZEEBRA』                |
| Party booty shake feat.Miss Monday            | TBS系「ドッカ〜ン!」2007年7月-8月度エンディングテーマ TBS系「オビラジR」2007年8月度エンディングテーマ                                                        | 1stアルバム 『GLOSS』                                  |
| X・B・F                                       | テレビ東京系「スキバラ」2008年4月度エンディングテーマ 読売テレビ「WWW」エンディングテーマ 北海道文化放送「ダイノジのちゅど〜ん!」エンディングテーマ          | 5thシングル 『X・B・F』                                |
| Say you luv me〜魔法のコトバ〜                | 魔法TV ケータイドラマ「幼なじみ」主題歌 毎日放送・TBS系「ランキンの楽園」2008年7-9月度エンディングテーマ                                                     | 6thシングル 『Say you luv me〜魔法のコトバ〜』         |
| Say you luv me〜魔法のコトバ〜Orbitribe remix | 名鉄百貨店「夏のクリアランスセール」2008年CMソング | 6thシングル 『Say you luv me〜魔法のコトバ〜』         |
| LAST CHRISTMAS (mash up by Foxxi misQ)        | TBS系「悪魔の契約にサイン」エンディングテーマ | 7thシングル 『LAST CHRISTMAS (mash up by Foxxi misQ)』 |
| Winter Butterfly feat.B-BANDJ (FU-TEN)        | 名鉄百貨店「冬のクリアランスセール」2008年CMソング | 7thシングル 『LAST CHRISTMAS (mash up by Foxxi misQ)』 |
| Dramatic Magic                                | MTV アニメ「Little Village People」主題歌 |                                                        |

## 出演

### ラジオ
- Party Booty shake（ZIP-FM、2008年-、木曜24:45-25:00）

### テレビ
- 歌スタ!!（日本テレビ）
- MTV Girls Style featuring Foxxi misQ（MTV、2008年- ）
- 超音2〜スーパーミュージック〜（チバテレビ）
- 浜ちゃんが!（日本テレビ） ※YU-Aのみ

## ライブ
ここでは単独ライブについてのみ記す。それ以外については 公式HP を参照のこと。
- 2007年
  - 1st LIVE TOUR『GLOSS』（完全招待制、8月4日-8月27日）

## 賞
| 年     | 賞                           | 結果       | カテゴリ       |
| ------ | ---------------------------- | ---------- | -------------- |
| 2008年 | MTV Video Music Awards Japan | ノミネート | Red Hot Awards |